# Gymnasium Meiendorf
Das Gymnasium Meiendorf (abgekürzt Gymei) ist ein staatliches Gymnasium im Hamburger Stadtteil Rahlstedt. Das Gymnasium wurde 1966 gegründet und ist nach dem Rahlstedter Ortsteil Meiendorf benannt, in dem es seit 1967 ansässig ist. Die Schule hat einen musischen Schwerpunkt und einen bilingualen Zweig.

## Geschichte
Das Gymnasium Meiendorf wurde am 1. April 1966 als „Ableger“ des Walddörfer-Gymnasiums gegründet, um auch in dem von jungen Familien geprägten Meiendorf ein gymnasiales Angebot vor Ort zu haben. Nach einem Start mit 95 Schülern im ersten Jahr wuchsen die Zahlen schnell auf bis zu 920 Schüler 1974 an. Mit den geburtenschwachen Jahrgängen sanken die Schülerzahlen zunächst deutlich und pendelten sich bis zum Ende der 1990er-Jahre schließlich auf rund 550 ein.
1974 begann das Gymnasium Meiendorf, die dritte Fremdsprache bereits in der Mittelstufe, und nicht wie bis dahin üblich, erst in der Oberstufe anzubieten.
Seit der Jahrtausendwende sind die Zahlen wieder deutlich angestiegen. Im Schuljahr 2008/09 unterrichteten 51 Lehrkräfte die 725 Schülerinnen und Schüler die Schule, davon alleine 242 in den 5. und 6. Klassen.
Von Anfang an hatte das Gymnasium Meiendorf ein musikalisches Profil, zu dem spezielle Musikklassen in den 5. und 6. Klassen, ein Schulorchester, drei Chöre und eine Concert Band gehören. Vielfältige Theater- und Kunstaktivitäten betonen den ästhetischen Schwerpunkt.
Seit 2006 gibt es mit dem bilingualen Zweig am Gymnasium Meiendorf ein zweites Profil: Der Englischunterricht wird verstärkt und – beginnend mit Sport in den 5. Klassen – werden mehrere Fächer auf Englisch unterrichtet, etwa Geographie, Geschichte, Biologie oder Chemie. Seit 2007 bietet das Gymnasium Meiendorf nicht Latein, sondern Spanisch als zweite Fremdsprache an.
Seit dem Schuljahr 2015/16 gibt es eine Internationale Vorbereitungsklasse (IVK). Nach der erstmaligen Einstellung dieser kam 2022 erneut eine IVK zustande. Im Schuljahr 2022/2023 weitete sich diese auf drei Klassen aus.

## Architektur

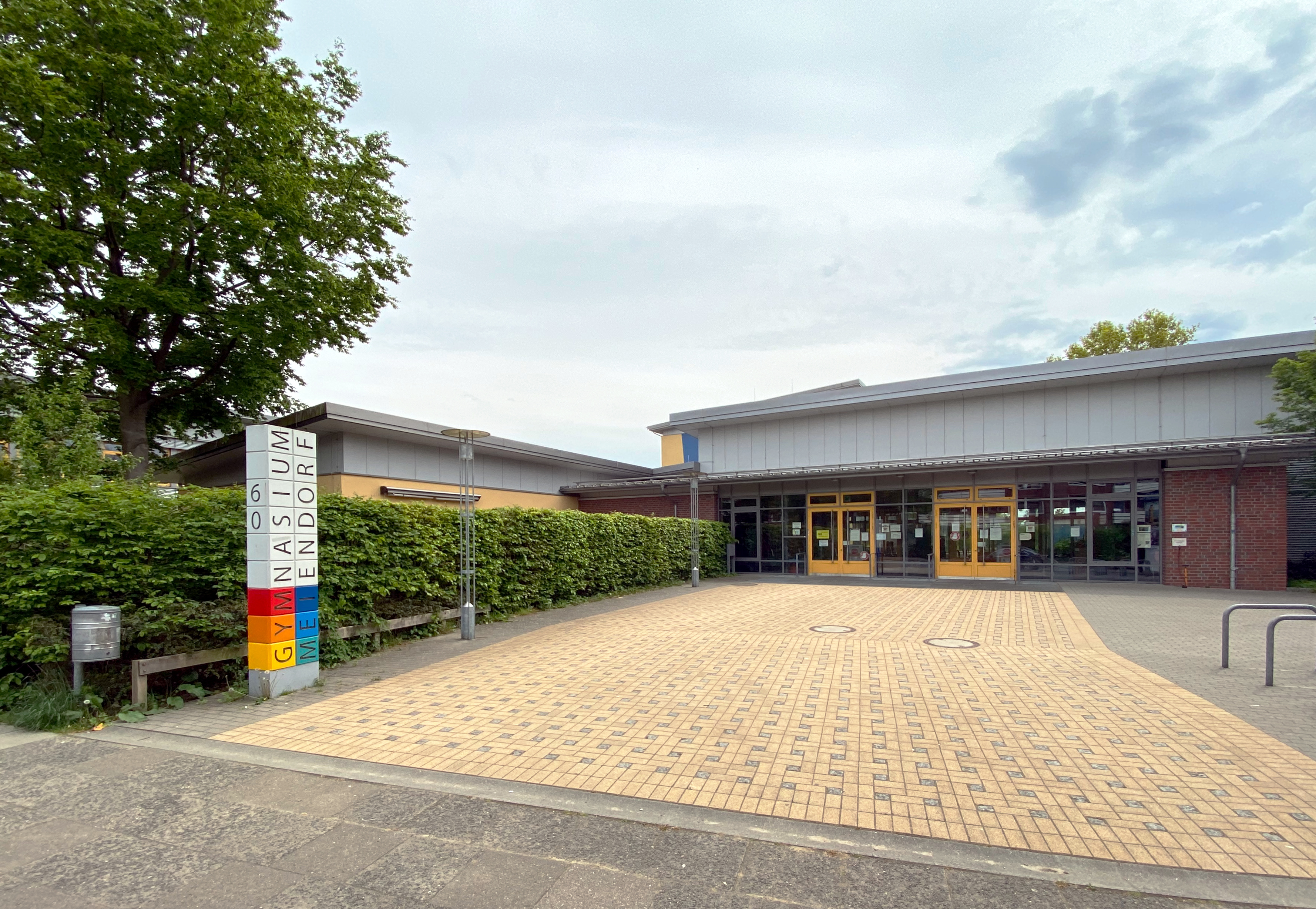
Eingang

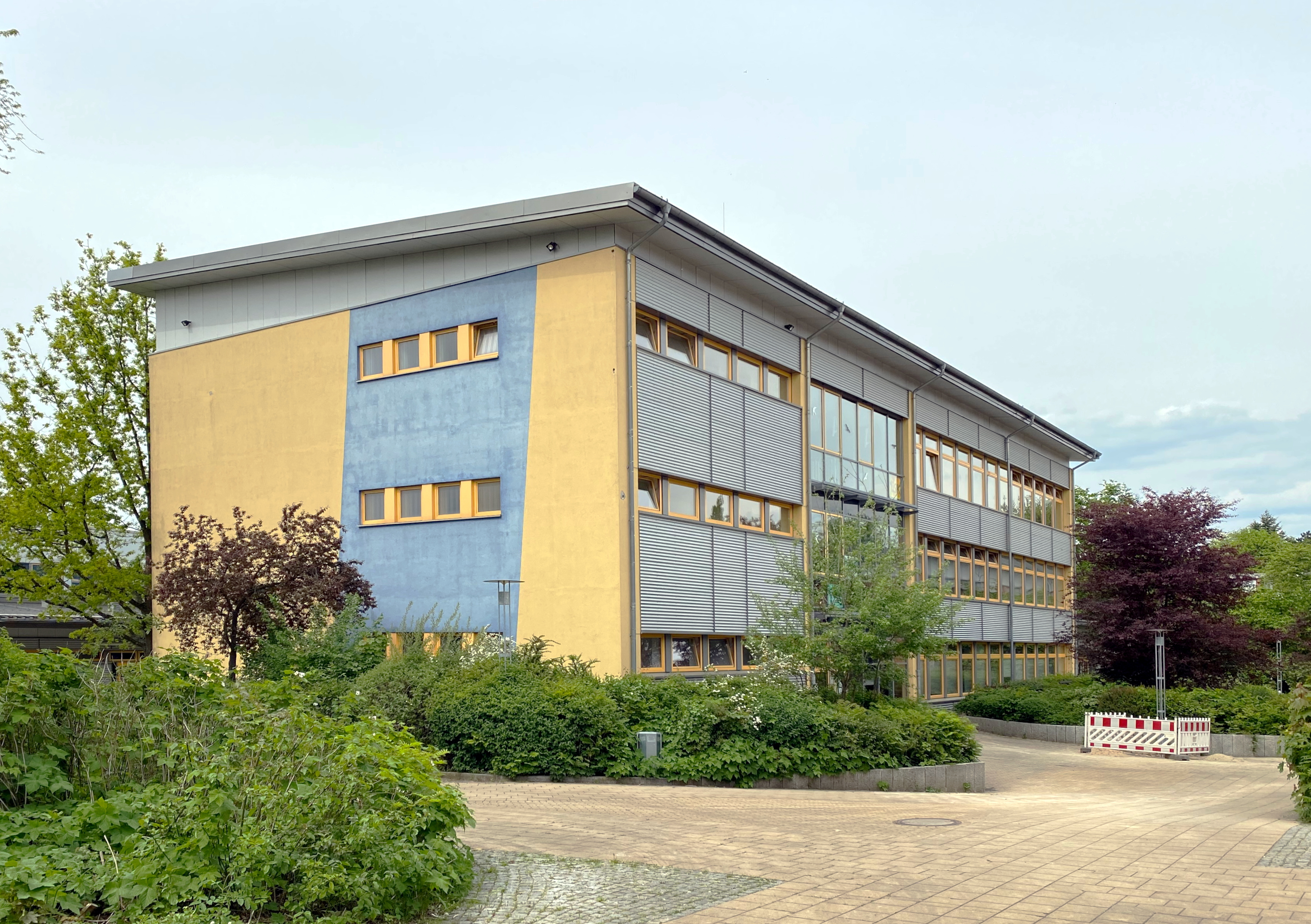
Hauptgebäude

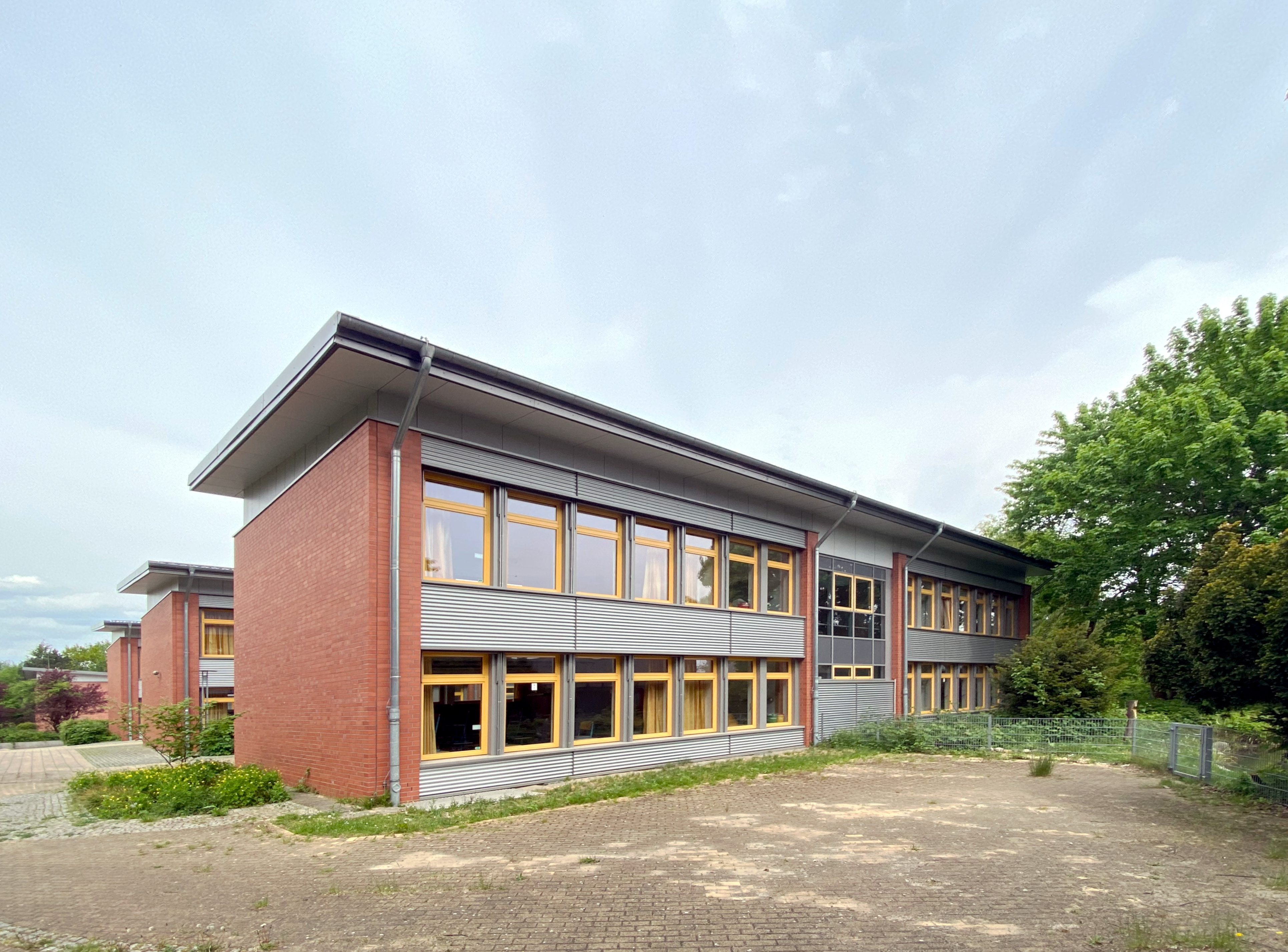
Klassenhäuser vom Typ-65, ab 2003 saniert

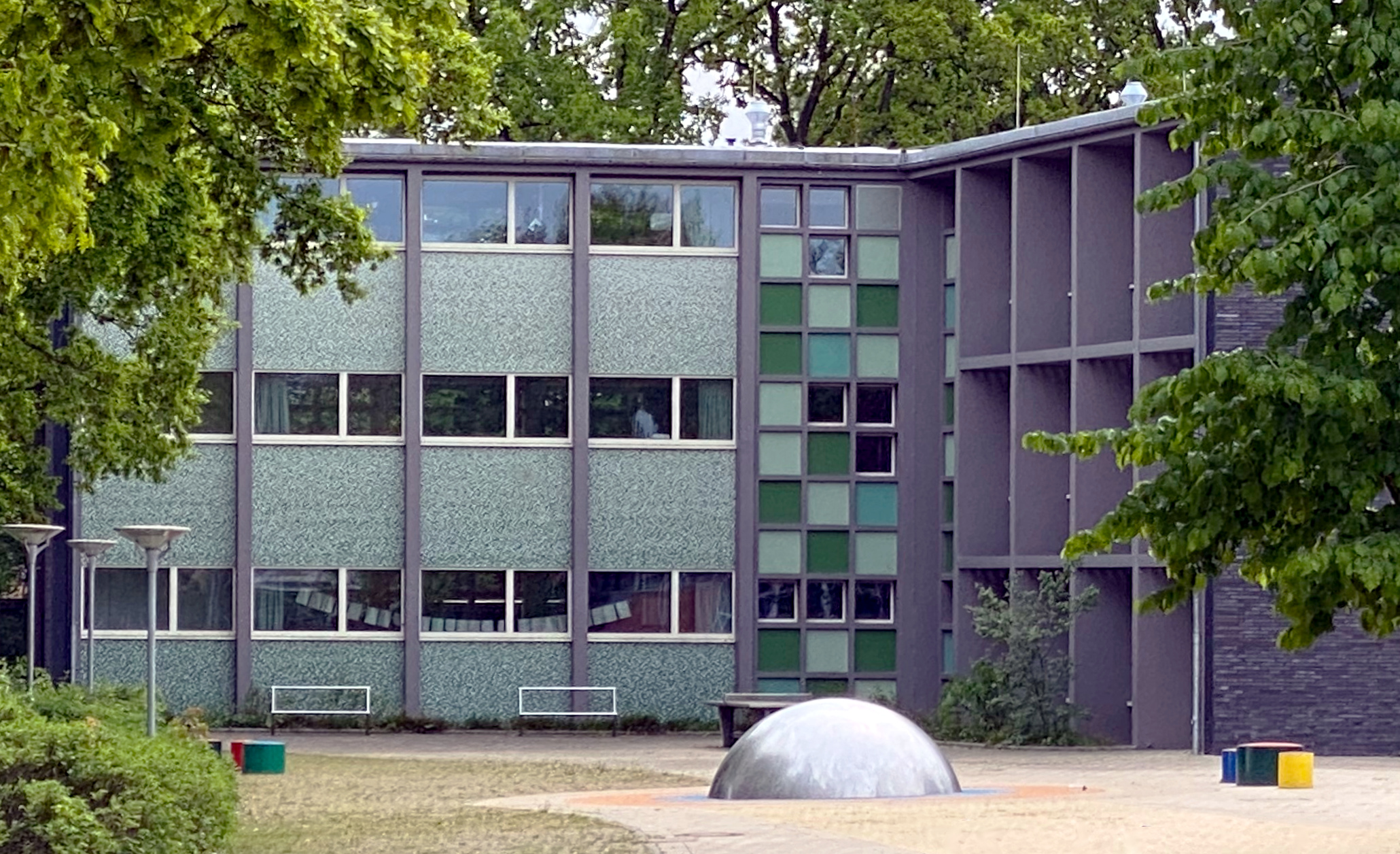
Fassadendetails des sanierten Kreuzbaus

Das Schulgelände des Gymnasiums am Schierenberg 60 grenzt westlich an das Gelände der 2006 geschlossenen Grundschule Schierenberg am Schierenberg 50 an. Weiter westlich kreuzt der Schierenberg die Berner Straße. Östlich und südlich schließt das Gewerbegebiet Bargkoppelweg (u. a. Hamburgische Münze) an das Schulgelände des Gymnasiums an.
Die Grundsteinlegung für die Gebäude des Gymnasiums fand 1966 statt, 1967 wurde der Neubau eingeweiht. 1968 wurde der Fachtrakt fertiggestellt. 1974 folgten weitere Neubauten, 1975 dann die Turnhalle. Neben einem Hauptgebäude mit Verwaltung, Lehrerzimmer und Unterrichtsräumen wurden insgesamt sieben Häuser mit je vier Klassenräumen vom Schustertyp sowie fünf Gebäude mit Fachräumen (Chemie, Physik, Biologie, Kunst) errichtet.
Seit 2003 wurden die Klassenraumgebäude des Gymnasiums saniert und der Schulhof neugestaltet. 2012 wurde die Sanierung der Pausenhalle abgeschlossen.
Von 2013 bis 2014 wurden einige Gebäude und Außenanlagen der benachbarten Grundschule grundsaniert, um sie in die Nutzung des Gymnasiums zu überführen. Kreuzbau samt Pausenhalle der ehemaligen Grundschule mit einer Bruttogrundfläche von etwa 21.000 m² wurden zu Kosten von knapp 5 Millionen Euro energetisch überarbeitet. Dabei wurde der Kreuzbau bis zum Tragwerk rückgebaut, die technische Gebäudeausrüstung wurde komplett erneuert. Die Brüstungen mit den grün-weißen Glasmosaiken und die anthrazit verklinkerten Giebel sind Anspielungen auf die Architektur der 1960er Jahre, aber keine Rekonstruktion. Seit 2014 wird der sanierte Kreuzbau als achtes Klassenraumgebäude und der dortige, abgetrennte Schulhof für die Beobachtungsstufe (Klasse 5–6) des Gymnasiums genutzt. Die sanierte Pausenhalle dient als Theaterraum.

## Schulprofil
Das Gymnasium Meiendorf hatte im Schuljahr 2020/21 gut 900 Schüler. Einzugsbereich ist im Wesentlichen Rahlstedt, Farmsen-Berne und Volksdorf. Bei der Erhebung des Sozialindex für Hamburger Schulen 2011 wurde für das Gymnasium Meiendorf auf einer Skala von 1 (nachteilige Voraussetzungen der Schülerschaft, höchster Förderbedarf) bis 6 (beste Voraussetzungen, kein Förderbedarf) ein Sozialindex von 5 errechnet. Im Schuljahr 2016/17 hatten knapp 32 % der Gymei-Schüler einen Migrationshintergrund, etwas weniger als im Durchschnitt aller Hamburger Gymnasien.
Die Schule bietet das normale Fächerangebot eines Hamburger Gymnasiums an. So können Spanisch oder Französisch  (ab Klasse 6), sowie Italienisch (als dritte Fremdsprache) erlernt werden. Weniger alltäglich ist das Angebot in Informatik und Medien, zum Beispiel Filmschnitt. In den bilingualen Klassen wird mehr Englisch unterrichtet. Daneben spielen die musischen Fächer eine große Rolle. So werden an dem Gymnasium in den 5. und 6. Klassen Musikklassen gebildet, in denen jeder Schüler ein Instrument lernt, um dann in einem Klassenorchester gemeinsam zu musizieren.
Der Sportunterricht findet in einer Dreifeldersporthalle und auf einem großen Sportplatz mit Beach-Volleyballfeld und Fußballfeld statt.

## Außerschulische Angebote
Seit 2009 findet im Gymnasium Meiendorf jährlich die internationale Simulation Model United Nations (MUNOH) statt, in der die Arbeit der Vereinten Nationen nachgestellt wird. Mehrfach nahmen Schüler das Gymnasiums Meiendorf am Erasmian European Youth Parliament (EEYP) teil.
Das Gymnasium Meiendorf war mehrfach erfolgreich auf Filmwettbewerben vertreten:
- Nominierung für den Deutschen Nachwuchsfilmpreis 2007 bei dem internationalen Filmfest Up-and-coming in Hannover.
- Sonderpreis des Hamburger Verkehrsverbundes für den Film „Bad Day“ in der Kategorie „Ein Clip zur Mobilität“ bei der Jugendmediale „abgedreht“

Zwischen 1974 und 2019 kochten Eltern für die Schüler in der schuleigenen Küche.

## Schulleiter
- 1966–1970: Jürgen Immisch
- 1970–1998: Siegfried Graßmann[11]
- 1999–2008: Konrad Weißmann[11]
- 2008: Helge Schröder
- 2009–2020: Marie-Luise Stehr[11][12]
- seit 2020: Christian Thobaben[13]